# Avasi kilátó
Az Avasi kilátó vagy Avasi tévétorony a miskolci Avason található 72 méter magas tévétorony, amely kilátóként is működik. 1963-ban épült a korábbi torony közelében; a város egyik jelképe (az avasi templom harangtornya mellett).

## Története
Az első torony ezen a helyen 1906-ban épült, ideiglenes jelleggel, mindössze két hét alatt, II. Rákóczi Ferenc tiszteletére, akinek hamvait ekkor szállították Kassára, és a menet több településen, így Miskolcon is megállt. A torony a Rákóczi-torony nevet kapta, és az ünnepségek idején tetejére a nemzeti lobogót, oldalaira Rákóczi zászlaját és jelképeit tűzték ki. Éjjel fáklyákkal világították ki, tetőszintjére ágyút vittek, amit a szerelvény érkezésekor elsütöttek. A következő évben gyenge szerkezete miatt lebontották.
Az első állandó torony 1934-ben épült ezen a helyen. Szeghalmy Bálint, a Deszkatemplom tervezője tervezte, a Deszkatemplomhoz hasonló stílusban. Az épületet 1943-ban tűz rongálta meg, 1956 decemberében pedig teljesen elpusztult; helyi – bizonyítatlan – legenda szerint egy szovjet tank lőtte szét az 1956-os forradalom leverésekor. Egy másik helyi legenda december 4-ére teszi a torony pusztulását (a dátum a szovjetek 1944-es bevonulásának évfordulója, a legenda ismét szárnyra kapott 1997-ben, amikor Szeghalmy másik épülete, a Deszkatemplom ugyanezen a dátumon égett le), de az Észak-Magyarország csak december 16-án számolt be a tűzről, így sokkal korábbi dátum nem valószínű. A lap benzinnel elkövetett szándékos gyújtogatásnak nevezi a tűzesetet. Miskolc első állandó kilátótornyának beton talapzata helytörténeti emlékként még sokáig látható volt.
A ma álló tornyot Hofer Miklós és Vörös György tervezte, az előző kettővel ellentétben már nem fából, hanem vasbetonból épült, 1963. augusztus 20-án avatták fel. A kilátóból Miskolc felé több mint 180 fokos panoráma nyílik. 10 méter magasan helyezkedik el a 257 m²-es nyitott kilátóterasz, és 15 méter magasságban egy 200 személy befogadására alkalmas presszó is helyet kapott benne, ami az 1990-es évektől kezdve nem üzemelt.
2023 márciusában megkezdődött a kilátó felújítása. A beruházás költsége 444 (a kilátó) + 160 (terasz bővítése, járdák építése) millió forint volt. A Viszlai József tervei alapján modernizált építményt 2023 decemberében adták át, egyúttal a torony előtti teret Hofer Miklósról nevezték el.
A kilátó korlátján tizenhárom miniszobrot, valamint Miskolc testvérvárosainak nevét és távolságát jelző kis táblákat helyeztek el. A miniszobrok Országh Gábor, Csernok Tibor és Papp Lóránt alkotásai, mind egy-egy jelentős miskolci épületet ábrázolnak stilizált formában, és jelzik az épületek irányát a kilátóból. Nem csak dekorációs céllal készültek, hanem a vakoknak is segítik elképzelni a kilátást. A tizenhárom szobor a következő épületeket ábrázolja: a zsinagóga, a színház, az ortodox templom, a belvárosi református templom, a minorita templom, az avasi református templom, a húszemeletes bérház, a Deszkatemplom, a diósgyőri vár, a Diósgyőri Acélművek, az újmassai őskohó, a Palotaszálló, valamint a Barlangfürdő „Kagyló” épülete. A táblákon Miskolc tizenkét testvérvárosának neve, valamint távolsága áll, és szintén jelzik, melyik irányban található a város.

## Megközelíthetőség
Több városi buszjáratnak végállomása a közelében lévő buszpályaudvar (a menetrendben Avas kilátó néven szerepel).

### Közlekedő autóbusz viszonylatok (helyi járatok)
29 (Újgyőri főtér-Vargahegy-Avas-Győri kapu-Újgyőri főtér), 30 (Tiszai Pu.-Szentgyörgy út-Avas kilátó), 31 (Tiszai Pu.-Avas vk.-Avas kilátó), 32 (Avas kilátó-Gömöri pályaudvar), 34 (Avas kilátó-Bodótető), 35 (Avas kilátó-Centrum), 36 (Avas kilátó-Villanyrendőr-Repülőtér/Bosch), 39 (Újgyőri főtér-Győri kapu-Avas-Vargahegy-Újgyőri főtér)
Garázsmeneti járat: 35G (Avas kilátó-Szondi György utca) (autóbusz)
Éjszakai autóbuszjáratok: 900 (Szondi György utca-Tiszai pályaudvar-Búza tér/Zsolcai kapu-Villanyrendőr-SZTK Rendelő-Szabadságharc utca-Avas kilátó-Avas városközpont-Egyetemi kollégiumok-Hejőpark-Cementgyár-Tapolcai elágazás-Villanyrendőr-Búza tér/Zsolcai kapu-Szondi György utca), 935 (Szondi György utca-Villanyrendőr-Avas kilátó)

### Megszűnt autóbusz viszonylatok
31A, 35É, 38, 290, ALDI 2, Auchan 2, Auchan-busz, Cora, Tesco Avas

### Végállomást érintő viszonylatok
29 (Újgyőri főtér-Vargahegy-Avas-Győri kapu-Újgyőri főtér), 30 (Avas kilátó-Szentgyörgy út-Tiszai Pu.), 31 (Avas kilátó-Avas vk.-Tiszai Pu.), 32 (Avas kilátó-Gömöri pályaudvar), 34 (Avas kilátó-Bodótető), 35 (Avas kilát-Centrum), 36 (Avas kilátó-Villanyrendőr-Repülőtér/Bosch), 39 (Újgyőri főtér-Győri kapu-Avas-Vargahegy-Újgyőri főtér)
Éjszakai járatok:
900 (Szondi György utca-Tiszai pályaudvar-Búza tér/Zsolcai kapu-Villanyrendőr-SZTK Rendelő-Szabadságharc utca-Avas kilátó-Avas városközpont-Egyetemi kollégiumok-Hejőpark-Cementgyár-Tapolcai elágazás-Villanyrendőr-Búza tér/Zsolcai kapu-Szondi György utca), 935 (Szondi György utca-Villanyrendőr-Avas kilátó), Garázsmeneti járatok: 35G (Avas kilátó-Szondi György utca )

## Galéria

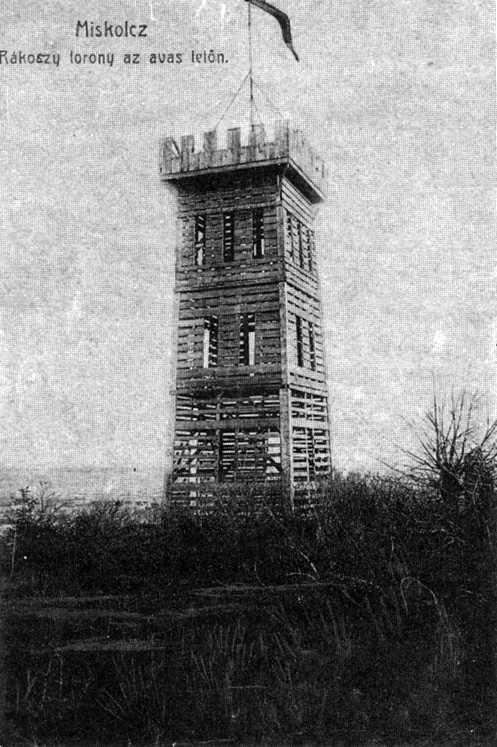
A Rákóczi-torony
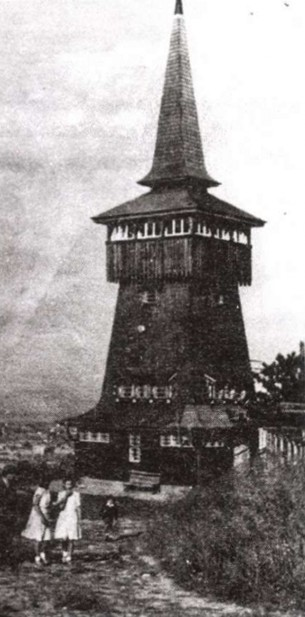
Az avasi kilátó az 1930-as években
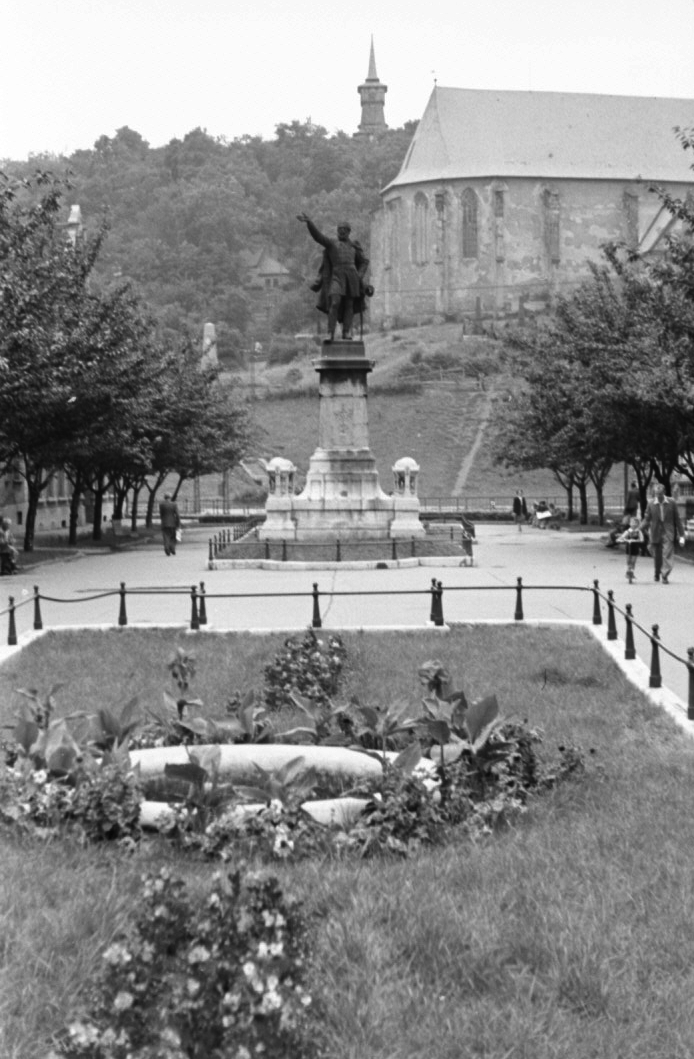
A második kilátó az Erzsébet térről (1955)
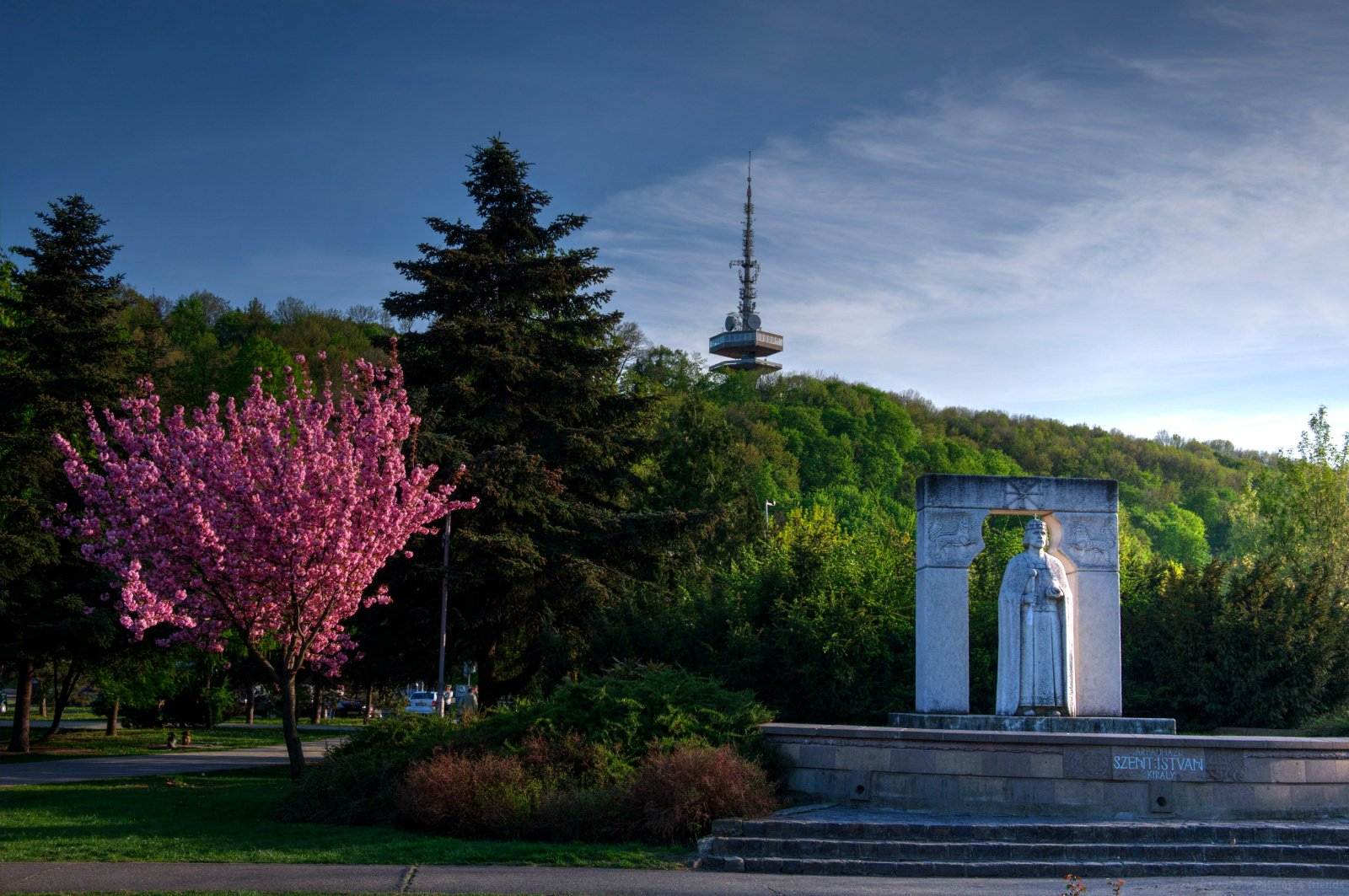
A kilátó a Szent István térről
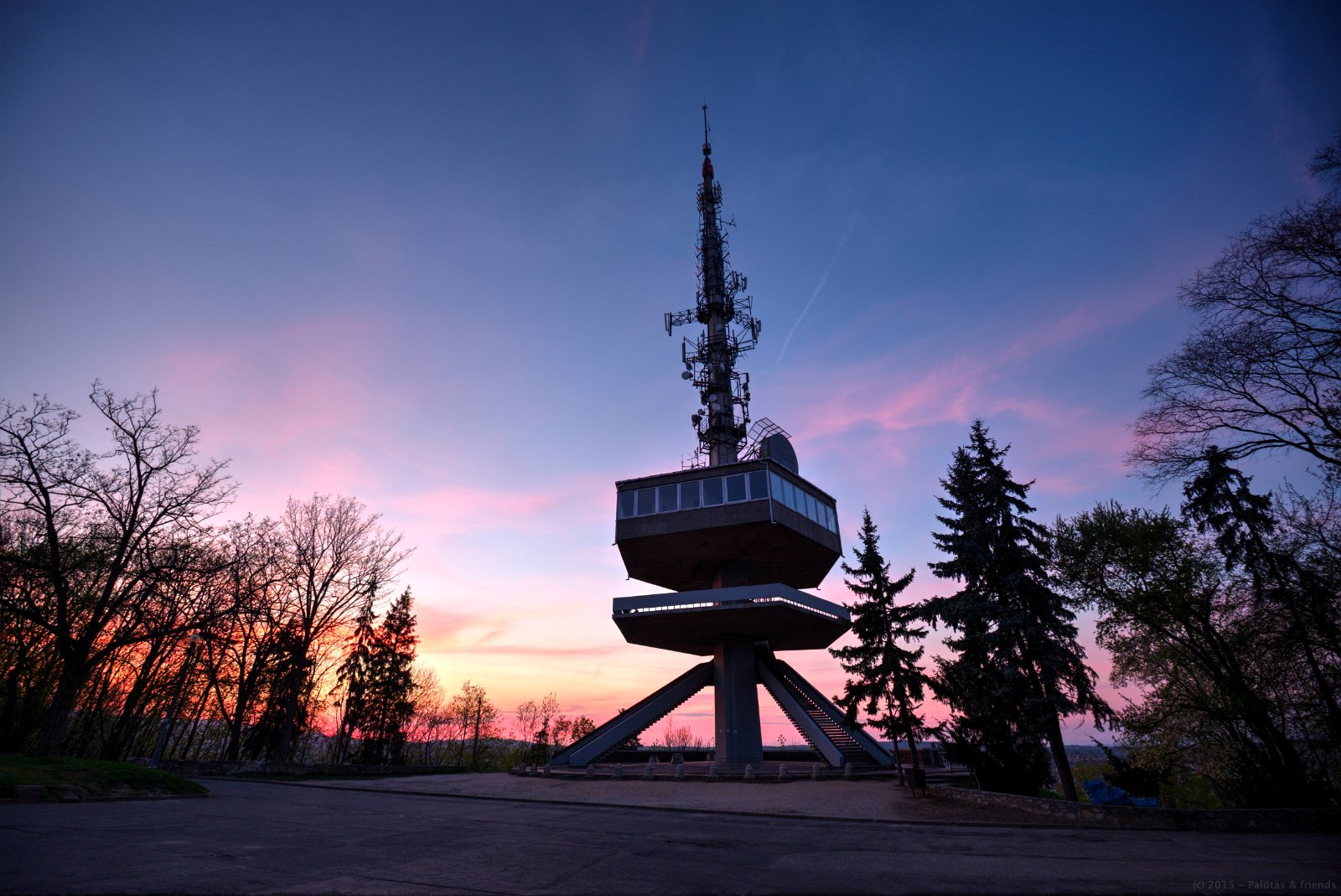
A torony déli irányból
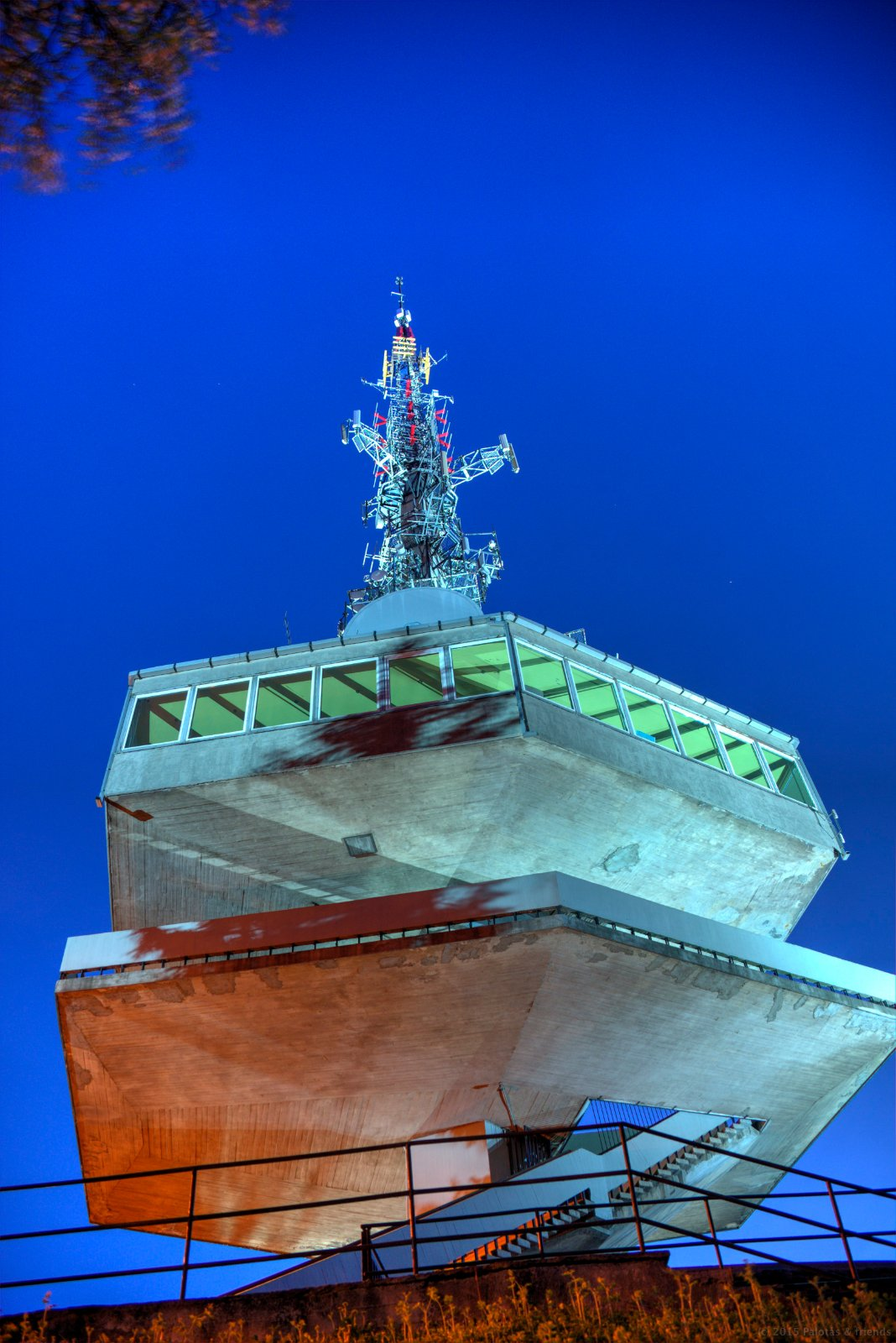
Esti felvétel, 2018
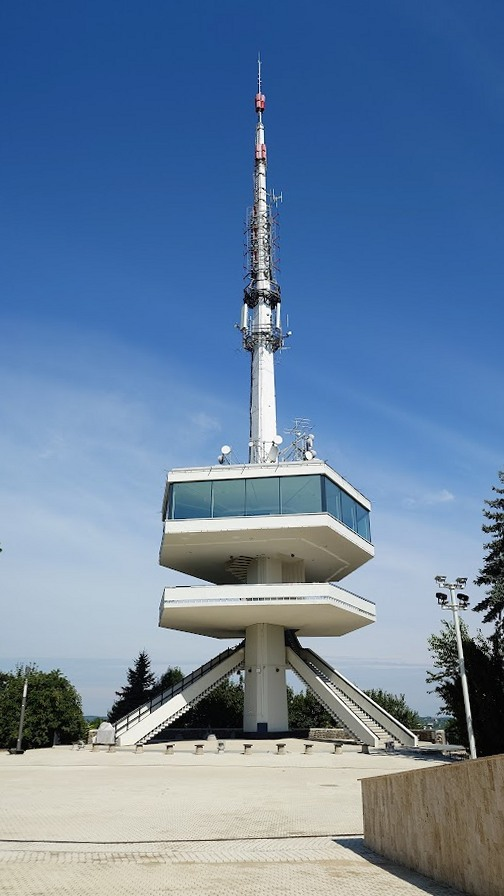
2024-ben
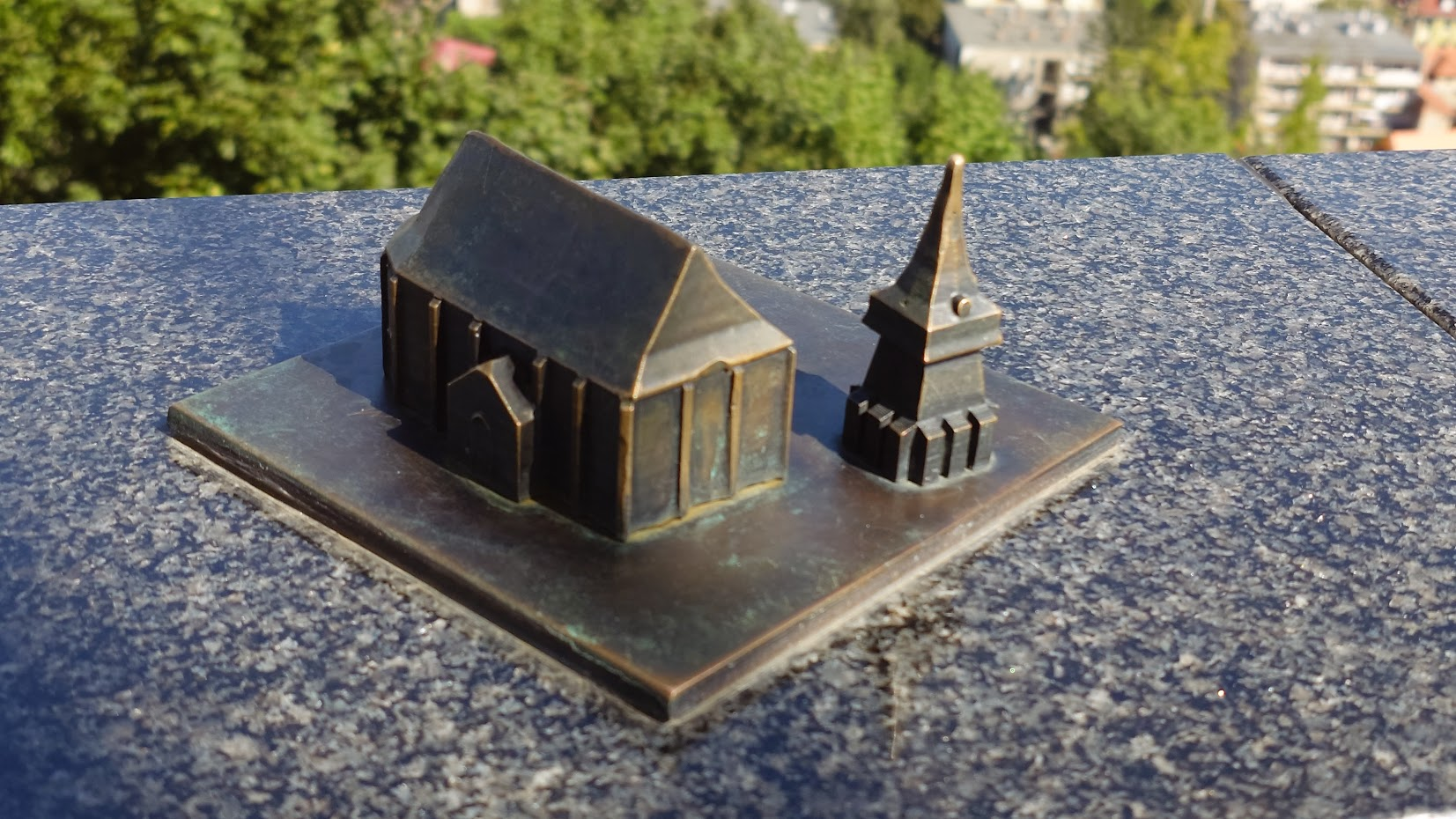
A párkányon látható egyik miniszobor (az avasi református templomé)
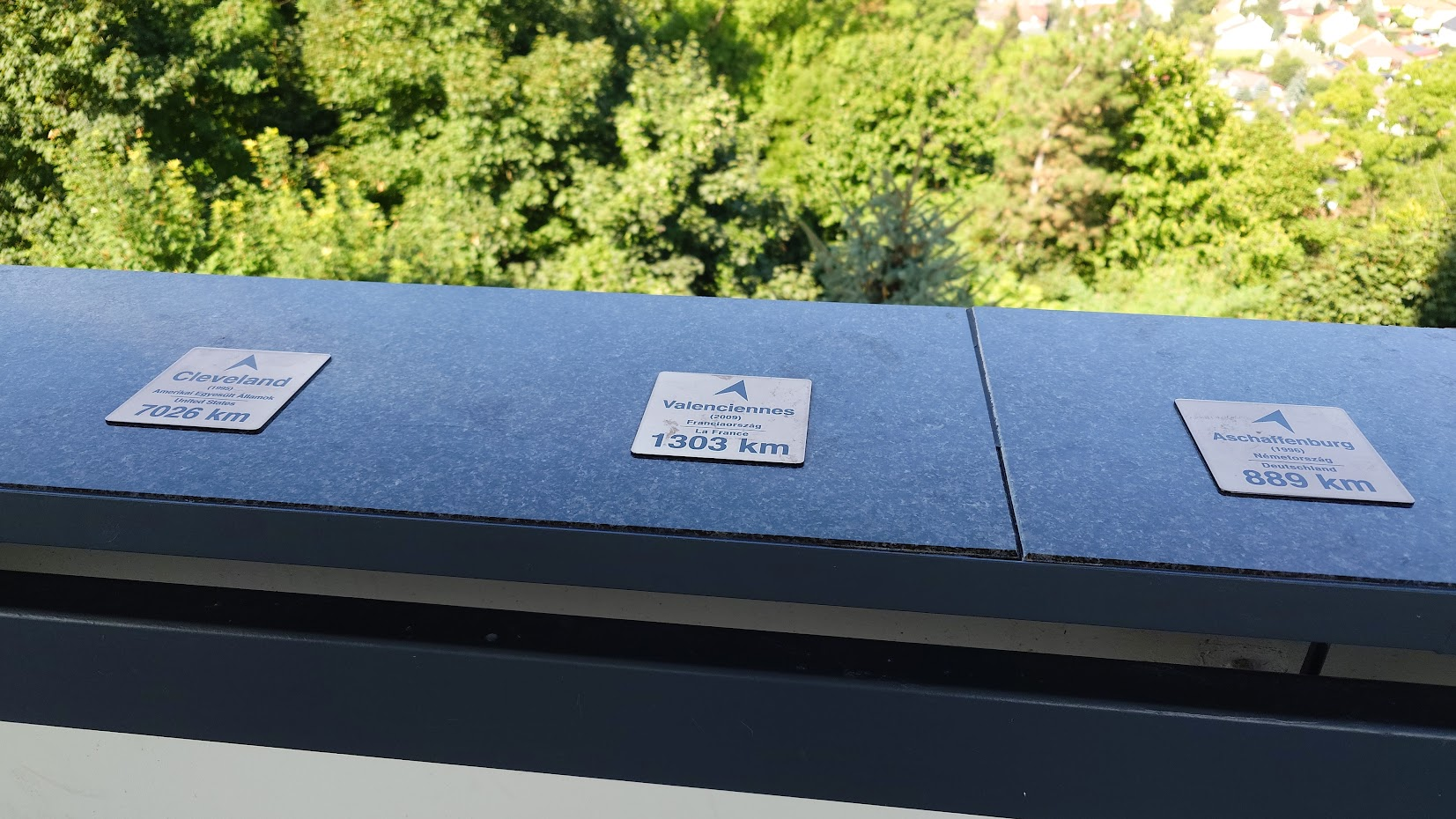
Testverváros-táblák a kilátó párkányán (Cleveland, Valenciennes, Aschaffenburg)
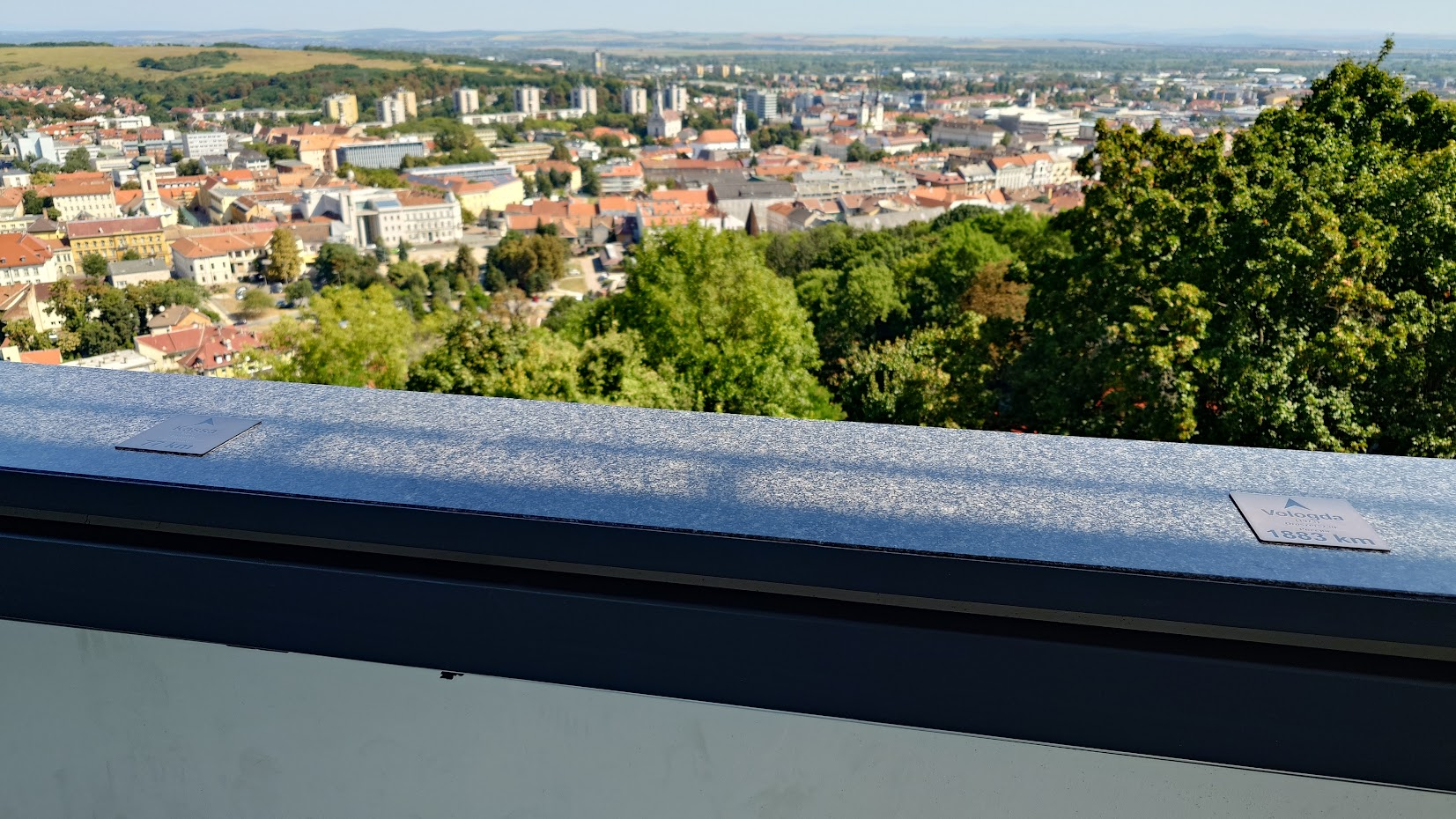
Testverváros-táblák a kilátó párkányán (Kassa, Vologda)